# Ahmed Hamdi Pacha
 (septembre 2019).
Si vous disposez d'ouvrages ou d'articles de référence ou si vous connaissez des sites web de qualité traitant du thème abordé ici, merci de compléter l'article en donnant les références utiles à sa vérifiabilité et en les liant à la section « Notes et références ».

Ahmed Hamdi Pacha.

Ahmed Hamdi Pacha, né en 1826 et mort en 1885, est un homme d'État ottoman. Il a été le gouverneur du vilayet d'Aydın de 1873 à 1874. De 1875 au 8 mai 1876 et de 1880 à 1885, il était le gouverneur du vilayet de Syrie. En 1876, il fut aussi le gouverneur du vilayet de Shkodra pendant une brève période. Il a été grand vizir de l'Empire ottoman du 11 janvier au 4 février 1878, lors de la guerre russo-turque de 1877-1878. 